# 陈山眉
陈山眉（英語：Sabatino Chen，1990年4月16日—），美籍华人，其祖父生于中国上海，昔日跟随国民政府到台湾，后来又移民美国纽约，陈山眉的父亲是在美国出生的华裔第2代，母親是義大利裔美國人。陈毕业于科罗拉多大学。曾是美国NCAA一级联赛球员，主司後衛，主要任務是防守對方主力球員。曾為東南亞職業籃球聯賽高雄聖徒總教練。

## 職業生涯
2013年大學畢業參加NBA選秀但落選。2013年7月取得中華民國護照。2013年9月與超級籃球聯賽裕隆納智捷簽約。陳山眉以華裔球員身分征戰超級籃球聯賽。
球風上，習慣SG更勝於PG，他表示高中本來打的是SG，但後來因為球隊缺PG，應教練要求改練PG，所以到SBL之初尚難以在進攻與組織之間拿捏分際。
受種種因素影響，陳山眉在裕隆的上場時間愈來愈少，到後來幾乎不在上場名單中。2015年便轉隊到富邦勇士。從6月到9月超級籃球夏季聯賽開打以前，陳山眉幾乎每週從事六天的自主訓練，只為了讓自己有好表現，且也重拾打球樂趣。夏季聯賽中他的表現非常突出。2016年6月飽受膝傷的陳山眉，未能令富邦執行第2年合約選擇權，正式離隊。
2016年11月18日陳山眉加盟新成立的高雄聖徒，隨隊參加東南亞職業籃球聯賽。12月18日陳山眉因傷勢問題無法出賽，最終決定轉任高雄聖徒的教練。

## 國際賽
2014年，結束來台的第一個球季後，由Otis Hughley找去加入光華(中華白)的培訓。因為尚未取得身分證，亞洲盃無法與戴維斯同時參賽，但瓊斯盃仍披上中華白的戰袍。

## 數據表現

### 科羅拉多大學表現
科羅拉多大學為NCAA第一級學校。

### SBL生涯
| 年度               | 所屬球隊 | 背號 | 出賽 | 籃板(攻/守) | 助攻 | 抄截 | 封阻 | 失誤 | 犯規 | 得分 | 兩分命中率 | 三分命中率 | 罰球命中率 |
| ------------------ | -------- | ---- | ---- | ----------- | ---- | ---- | ---- | ---- | ---- | ---- | ---------- | ---------- | ---------- |
| SBL11年(2013-2014) | 裕隆     | 6    | 11   | 54(23/31)   | 36   | 7    | 3    | 19   | 16   | 65   | 49.15%     | 0%         | 38.89%     |

## 外部連結
- 陈山眉的Instagram帳戶
- 陈山眉在Sports-Reference.com（NCAA）（英语）
- 陈山眉在Eurobasket.com（球員）（英语）
- 陈山眉在RealGM（英语）
- 陈山眉在Proballers（英语）